# Acte d'administration de la justice
L'Acte d'administration de la justice (Administration of Justice Act en anglais), ou Acte pour l'administration impartiale de la justice (Act for the Impartial Administration of Justice en anglais), surnommé Acte assassin (Murdering Act ou Murder Act en anglais), fut voté par le Parlement du Royaume-Uni et devint une loi le 20 mai 1774. Cet acte est l'un des Actes intolérables, dont le but est d'assurer la juridiction britannique sur les treize colonies d'Amérique du Nord.
Cet acte abolissait l'administration locale de la justice, autorisant le gouverneur de la colonie de la Baie du Massachusetts, à ordonner que toute enquête, inculpation ou appel soit jugé en Grande-Bretagne ou dans toute autre colonie britannique; pouvant contraindre tout témoin d'apparaître à un tel procès et exigeant une caution pour toute personne accusée d'un "crime capital dans l'exécution de ses devoirs." Ce qui signifie que les procès auraient lieu en Grande-Bretagne, par un juge britannique, assurant une issue du procès en faveur des Britanniques.

## Source
- (en) Cet article est partiellement ou en totalité issu de l’article de Wikipédia en anglais intitulé « Administration of Justice Act 1774 » (voir la liste des auteurs).